# Kasatschje (Kaliningrad, Osjorsk)
Kasatschje (russisch Казачье, deutsch Piontken, 1938 bis 1945 Waldkerme, sowie Lindenhof, Sägewerk) ist ein untergegangener Ort im Rajon Osjorsk der russischen Oblast Kaliningrad.

## Geographische Lage
Die Ortsstelle von Kasatschje liegt im Südwesten des Rajon Osjorsk, 20 Kilometer südwestlich der Rajonstadt Osjorsk (Darkehmen/Angerapp). Die Ortsstelle des einstigen Piontken (Waldkerme) liegt unmittelbar im Bereich der russisch-polnischen Staatsgrenze, die Ortsstelle des früheren Lindenhof, Sägewerk, etwa 500 Meter weiter westlich, ebenfalls im Grenzgebiet.

## Geschichte
Piontken war vor 1945 ein großes Gut mit Vorwerk und kam 1874 zum neu eingerichteten Amtsbezirk Lingwarowen (heute polnisch: Łęgwarowo) im Kreis Darkehmen. Im Jahre 1910 verzeichnete der Gutsbezirk Piontken 206 Einwohner, 1925 waren es 210.
Am 30. September 1928 wurde durch Zusammenschluss des Gutsbezirks Piontken mit dem Sägewerk Lindenhof aus dem Gutsbezirk Lindenhof (das eigentliche Gut hieß russisch nach 1945 Kusnezowo und ist ebenfalls nicht mehr existent) die neue Landgemeinde Piontken gebildet. Die Einwohnerzahl der neuen Landgemeinde belief sich 1933 auf nur noch 159.
Aus politisch-ideologischen Gründen wurde Piontken am 3. Juni – amtlich bestätigt am 16. Juli – 1938 in „Waldkerme“ umbenannt. Die Zahl der Einwohner betrug 1939 noch 157.
Im Januar 1945 wurde der Ort von der Roten Armee besetzt. Die neue Polnische Provisorische Regierung ging zunächst davon aus, dass er mit dem gesamten Kreis Darkehmen (Angerapp) unter ihre Verwaltung fallen würde. Im Potsdamer Abkommen (Artikel VI) von August 1945 wurde die neue sowjetisch-polnische Grenze aber unabhängig von den alten Kreisgrenzen anvisiert, wodurch der Ort unter sowjetische Verwaltung kam. Die polnische Umbenennung des Ortes in Piątki im November 1946 wurde (vermutlich) nicht mehr wirksam. Im Juli 1950 erhielt er (einschließlich des Sägewerkes Lindenhof) den russischen Namen Kasatschje und wurde dem Dorfsowjet Nekrassowski selski Sowet im Rajon Osjorsk zugeordnet. In der Übersicht über die administrativ-territoriale Einteilung der Oblast Kaliningrad von 1975 tauchte der Ort nicht mehr auf.

## Kirche

### Evangelisch
Bis 1945 gehörte das Dorf Piontken (Waldkerme) zum evangelischen Kirchspiel Olschöwen (ab 1938 Kanitz, heute polnisch Olszewo Węgorzewskie) im Kirchenkreis Angerburg (heute polnisch Węgorzewo) in der Kirchenprovinz Ostpreußen der Kirche der Altpreußischen Union.
War der Ort Lindenhof, Gut (ab 1950 russisch: Kusnezowo) vor 1945 in das Kirchspiel Groß Karpowen (ab 1938 Karpauen, russisch: Nekrassowo) im Kirchenkreis Darkehmen (Angerapp) in der Kirchenprovinz Ostpreußen der Kirche der Altpreußischen Union eingepfarrt, so war Lindenhof, Sägewerk (auch: Schneidemühle) Teil des Kirchspiels Dombrowken (ab 1938 Eibenburg, polnisch Dąbrówka) bei gleicher kirchlicher Verwaltungszuordnung.

### Römisch-katholisch
Sowohl das Dorf Piontken (Waldkerme) als auch der Ort Lindenhof, Sägewerk gehörte bis 1945 zur römisch-katholischen Pfarrei St. Leo in Goldap (polnisch Gołdap) im Dekanat Masuren II (mit Sitz in Johannisburg) im Bistum Ermland.

## Verkehr

### Straße
Zur Ortsstelle von Kasatschje führt die Nebenstraße 27K-257 (auf oft recht unwegsame Weise), die bei Saosjornoje (Kowarren/Kleinfriedeck) von der Regionalstraße 27A-025 (ex R508) abzweigt und über Pogranitschnoje (Groß Illmen) hinaus verläuft. Vor 1945 führte diese Straße über Piontken/Waldkerme hinaus in das heutige Gebiet Polens über Łęgwarowo (Lingwarowen/Berglingen) bis nach Rudziszki (Raudischken/Raudingen) an der polnischen Landesstraße 63.

### Schiene
In der Nähe des Sägewerkes Lindenhof befand sich bis 1945 die Endstation der Warnascheln/Warnheide–Piontken/Waldkerme der Insterburger Kleinbahnen. Der Bahnbetrieb wurde nach 1945 nicht wieder aufgenommen.

## Persönlichkeiten
- Georg Wilhelm von Siemens (1855–1919) heiratete am 21. Juni 1882 in Piontken seine von hier stammende Cousine Eleonore („Elly“) Siemens, Tochter des Ferdinand Siemens, Gutsherr auf Piontken, der hier 1893 verstarb.